# Los nuevos bárbaros
Los nuevos bárbaros (I nuovi barbari) es una película italiana de acción posapocalíptica de 1983 dirigida por Enzo G. Castellari, y con actuación de Giancarlo Prete y George Eastman.

## Trama
En el año 2019, después de una guerra nuclear, la humanidad se reduce a unos pocos grupos de hambrientos. Una pandilla despiadada llamada "The Templars" asalta constantemente a los colonos en un intento de exterminar a todos para purgar la Tierra. Un antiguo templar, Scorpion, junto con sus aliados, evita que una pequeña banda de colonos religiosos sea masacrada por los Templars.

## Reparto
- Giancarlo Prete (como Timothy Brent): Scorpion
- Fred Williamson: Nadir
- George Eastman: One
- Anna Kanakis: Alma
- Ennio Girolami (como Thomas Moore): Shadow
- Venantino Venantini: el Padre Moisés
- Massimo Vanni: Mako
- Giovanni Frezza: el mecánico
- Iris Peynado: Vinya
- Andrea Coppola: el amigo de Mako
- Zora Kerova: la mujer de Moisés

## Producción
Los nuevos bárbaros fue rodada en las afueras de Roma a finales de 1982. Hablando sobre 1990: los guerreros del Bronx, Los nuevos bárbaros y Escape del Bronx, Castellari afirmó que las tres películas fueron escritas, preparadas y filmadas en seis meses.
Para las acrobacias de la película, Castellari declaró que filmó cada escena a tres velocidades diferentes: 24 fps, 55 y 96. Castellari declaró que esto le permitió "editar toda la secuencia de una manera más interesante. Le da mucho más impacto a todo el truco y en realidad se ve mucho más impresionante y poderoso de lo que es en realidad."

## Estreno
Los nuevos bárbaros fue estrenada en Italia el 7 de abril de 1982. Y en los Estados Unidos en enero de 1984 bajo el título de Warriors of the Wasteland. Y distribuida por New Line Cinema.

## Recepción
Castellari tenía recuerdos positivos de haber hecho la película, afirmando que "Fue una película extremadamente barata. El presupuesto era increíblemente pequeño, pero estoy muy orgulloso de haber logrado hacer una película filmada en las afueras de Roma." Variety encontró la película como un derivado cinematográfico de Mad Max 2, así como elementos de Megaforce de Hal Needham y otras películas. Variety pensó que Casterllari se equivocó al usar cámara lenta en lugar de las emocionantes escenas de acción de George Miller, y descubrió que las persecuciones de coches "parecen ocurrir a 25 mph". En su libro Science Fiction (1984) de Phil Hardy, una crítica encontró que la película era demasiado derivada de Mad Max 2. El Monthly FIlm Bulletin describió la película como una versión "descaradamente aguada y recalentada" de Mad Max 2.
En una retrospectiva, AllMovie premió la película con dos estrellas de cinco, y encontró que la película captura "El verdadero espíritu de las películas de bajo presupuesto de explotación de principios de los 80, Los Nuevos Bárbaros no es ni inteligente ni original, sino un producto para cualquiera que se excite con Mad Max y todos sus seguidores drogadictos".